# Содис
Содис — туристическая компания, предоставляющая услуги в сфере индивидуального туризма. Штаб-квартира и четыре офиса располагаются в Москве. Генеральный директор — Кузерин Виктор Николаевич.

## История
Компания «Содис» была основана в 1989 году и первоначально получила название Soviet Discovery. До 1991 года компания специализировалась на въездном туризме, однако после того, как количество желающих посетить бывшие республики СССР резко снизилось, а россиян начали беспрепятственно выпускать в другие страны, «Содис» сменила курс на выездной туризм.
С 1995 года компания является членом Российской Ассоциации Туристических Агентств. С 1999 года является членом международной ассоциации воздушного транспорта IATA (International Air Transport Association), а с 2003 года — членом Российского Союза Туриндустрии.
В 2004 году для «Содис» был разработан комплексный план продвижения, включая рекламу на ТВ, участие в передаче «Бон Вояж» в качестве спонсора, производство рекламных материалов для радио и размещение рекламы на радиостанциях, производство материалов для печати и размещение их в печати. По расчётам на основании тарифов в СМИ и общей сумме затрат на все перечисленные акции при продолжительности кампании в 3,5 месяца составила приблизительно 110 тысяч долларов.Поэтому турфирма пришла к решению издавать собственный иллюстрированный журнал «OPEN!», который рассылается подписчикам, постоянным клиентам фирмы, различным ассоциациям, агентам и пр.
В 2007 году было основано дочернее предприятие по работе с агентствами «Ван Борк».

## Основная деятельность
Основной деятельностью компании являются индивидуальные туры. По данным РБК и Бизнес-журнала компания является лидирующей в этой сфере.. Помимо этого, «Содис» предоставляет корпоративное обслуживание, международные авиаперевозки и услуги класса VIP..
За 2 года (с 2002 по 2004) количество туристов, отправленных «Содисом» за границу, увеличилось на 40%. Поэтому, несмотря на особенности бизнеса, компания открывает дополнительные офисы. На сегодняшний день «Содис» отправляет туристов более чем в четыре десятка стран на пяти континентах и на тридцать шесть островов в трёх океанах.

## Награды
В 1998 году Содис была удостоена международной премии World Travel Market Global Award, а также золотой медали Правительства Москвы конкурса «Московский предприниматель-98». В 2013—2014 годах Содис получила диплом «Аэрофлота» Best Partner. В эти же годы компания Emirates наградила бронзой «Содис» как лучшего агента по продажам.
В 2014 году компания Kerzner International вручила «Содис» награду за самые больше объёмы продав в категории «Топ-поставщики». Также в этом году «Содис» выиграла премию «Путеводная звезда», организатором которой является Комитет по туризму и гостиничному хозяйству города Москвы, за выдающиеся заслуги в области индивидуального и luxury туризма.